# Dicranomyia (Dicranomyia) luteipes
Dicranomyia (Dicranomyia) luteipes is een tweevleugelige uit de familie steltmuggen (Limoniidae). De soort komt voor in het Australaziatisch gebied.